# Division 2 1936/37
Die Division 2 1936/37 war die vierte Austragung der zweithöchsten französischen Fußballliga. Zweitligameister wurde Racing Lens.
Die Spiele fanden zwischen 30. August 1936 und 16. Mai 1937 statt. Eine Winterpause gab es nicht; es wurden auch an den Weihnachtstagen und an Neujahr Punktspiele ausgetragen.

## Vereine
Teilnahmeberechtigt waren die 15 Vereine, die nach der vorangegangenen Spielzeit weder in die erste Division aufgestiegen waren noch ihren Profistatus aufgegeben hatten. Dazu kamen zwei Erstligaabsteiger. Neulinge, die erstmals Profistatus angenommen hatten, gab es zu dieser Saison nicht.
Somit waren in dieser Saison folgende 17 Mannschaften vertreten:
- sechs Klubs aus dem äußersten Norden (Absteiger US Valenciennes-Anzin, Racing Lens, Racing Calais, AC Amiens, US Boulogne, Olympique Dunkerque),
- vier aus Paris und Champagne-Ardenne (CA Paris, Stade Reims, AS Troyes-Savinienne, FC Olympique Charleville),
- einer aus dem Nordosten (FC Nancy),
- zwei aus dem Nordwesten (Le Havre AC, SM Caen),
- vier aus dem Südosten (AS Saint-Étienne, Absteiger Olympique Alès, SO Montpellier, OGC Nizza).

Einen direkten Auf- und Abstieg in Abhängigkeit vom sportlich erzielten Ergebnis gab es lediglich zwischen erster und zweiter Profi-Division. Hingegen konnte ein Zweitdivisionär nur dann absteigen, wenn er seine Lizenz abgab oder sie ihm entzogen wurde, und ebenso konnten bisherige Amateurmannschaften aus der Division d’Honneur nur dann zur folgenden Saison in die Division 2 aufsteigen, wenn sie vom Verband die Genehmigung erhielten, professionellen Status anzunehmen.

## Saisonverlauf
Jede Mannschaft trug gegen jeden Gruppengegner ein Hin- und ein Rückspiel aus, einmal vor eigenem Publikum und einmal auswärts. Es galt die Zwei-Punkte-Regel; bei Punktgleichheit gab das Torverhältnis den Ausschlag für die Platzierung. Gab es auch dabei Gleichstand – wie in dieser Saison zwischen Troyes und Amiens, bei denen der Quotient auch in der achten Nachkommastelle noch identisch war –, entschied das Gesamtergebnis der beiden direkten Begegnungen zwischen diesen Kontrahenten. In Frankreich wird bei der Angabe des Punktverhältnisses ausschließlich die Zahl der Pluspunkte angegeben; hier geschieht dies in der in Deutschland zu Zeiten der 2-Punkte-Regel üblichen Notation.<
Auch in dieser Saison gab es, diesmal für Lens, einen Start-Ziel-Sieg. Zum erstmaligen Aufstieg der Nordfranzosen trug insbesondere ihre Heimstärke bei, die dazu führte, dass Racing vor eigenem Publikum lediglich ein Remis konzedieren musste. Auch der zweite Aufsteiger stammte aus dem Norden: Absteiger Valenciennes-Anzin gelang die sofortige Rückkehr in die Division 1. Im Unterschied zu Lens war die USVA eher heimschwach, stellte dafür aber auswärts die erfolgreichste Mannschaft der Division 2, und sie brauchte auch einige Wochen, bis sie sich auf den zweiten Tabellenrang vorgearbeitet hatte. Ab November gab sie diesen aber nicht wieder ab und wahrte auch einen deutlichen Vorsprung vor dem Dritten Saint-Étienne. Für Letztere verlief diese Spielzeit enttäuschend wie die vorangegangene: erneut hatten ihre Angreifer an die 100 Tore geschossen, aber als Dritter scheiterte die ASSE wiederum knapp am Aufstieg, weil sie auswärts die Punkte in Serie liegen ließ.
Von den Mannschaften im unteren Viertel des Abschlussklassements hatten sich Nancy und insbesondere Paris bis weit in die Rückrunde hinein berechtigte Hoffnungen auf einen Platz ganz weit oben machen können; Nancy stand noch Anfang Dezember und Paris sogar noch im März auf einem einstelligen Tabellenrang. Dann allerdings riss bei beiden der Erfolgsfaden, und nur die dauerhafte Schwäche von Reims und Calais – das Schlusslicht hatte lediglich einen Auswärtspunkt gewonnen, den aber immerhin bei Valenciennes – verhinderte, dass Paris oder Nancy die „Rote Laterne“ übernehmen musste.
Zur folgenden Saison erhielten 14 der 15 Klubs auf den Tabellenrängen drei bis 17 ihre Lizenz erneuert; lediglich Amiens hatte dies nicht beantragt. Dazu kamen die beiden Erstligaabsteiger Stade Rennes UC und FC Mulhouse. Außerdem hatten gleich neun Mannschaften aus der 1936/37 neu eingeführten, nicht-professionellen dritten Spielklasse eine Profilizenz erhalten (Racing Club Arras, Girondins Bordeaux FC, SR Colmar, FC Dieppe, AS Hautmont, US du Bassin de Longwy, Olympique Nîmes, Toulouse FC und US Tourcoing), so dass die zweite Division dann mit 25 Teilnehmern an den Start ging.
In den 272 Begegnungen wurden 962 Treffer erzielt; das entspricht einem Mittelwert von 3,54 Toren je Spiel. Damit wurde der Negativrekord aus der vorangehenden Saison unterboten.

## Abschlusstabelle
| Pl. | Verein                    | Sp. | S  | U  | N  | Tore    | Quote | Punkte |
| --- | ------------------------- | --- | -- | -- | -- | ------- | ----- | ------ |
| 1.  | Racing Lens               | 32  | 23 | 4  | 5  | 086:460 | 1,87  | 50:14  |
| 2.  | US Valenciennes-Anzin (A) | 32  | 18 | 9  | 5  | 072:530 | 1,36  | 45:19  |
| 3.  | AS Saint-Étienne          | 32  | 19 | 2  | 11 | 098:500 | 1,96  | 40:24  |
| 4.  | Le Havre AC               | 32  | 14 | 8  | 10 | 068:500 | 1,36  | 36:28  |
| 5.  | OGC Nizza                 | 32  | 15 | 5  | 12 | 052:410 | 1,27  | 35:29  |
| 6.  | Olympique Charleville     | 32  | 16 | 3  | 13 | 047:500 | 0,94  | 35:29  |
| 7.  | US Boulogne               | 32  | 14 | 4  | 14 | 054:490 | 1,10  | 32:32  |
| 8.  | SM Caen                   | 32  | 12 | 7  | 13 | 044:530 | 0,83  | 31:33  |
| 9.  | Olympique Alès (A)        | 32  | 11 | 8  | 13 | 049:510 | 0,96  | 30:34  |
| 10. | AS Troyes-Savinienne      | 32  | 13 | 4  | 15 | 054:630 | 0,86  | 30:34  |
| 11. | AC Amiens                 | 32  | 8  | 14 | 10 | 048:560 | 0,86  | 30:34  |
| 12. | Olympique Dunkerque       | 32  | 11 | 7  | 14 | 059:630 | 0,94  | 29:35  |
| 13. | SO Montpellier            | 32  | 11 | 6  | 15 | 058:550 | 1,05  | 28:36  |
| 14. | CA Paris                  | 32  | 10 | 6  | 16 | 041:620 | 0,66  | 26:38  |
| 15. | FC Nancy                  | 32  | 9  | 6  | 17 | 044:640 | 0,69  | 24:40  |
| 16. | Stade Reims               | 32  | 8  | 7  | 17 | 046:660 | 0,70  | 23:41  |
| 17. | Racing Calais             | 32  | 9  | 2  | 21 | 042:900 | 0,47  | 20:44  |

Platzierungskriterien: 1. Punkte – 2. Torquotient – 3. Direkter Vergleich
| (A) | Absteiger aus der Division 1 1935/36 |

## Kreuztabelle
| 1936/37               | Ol. Alè | AC Ami | US Bou | SM Cae | RC Cal | CA Par | Ol. Cha | Ol. Dun | AC LeH | RC Len | SO Mon | FC Nan | OGC Niz | St. Rei | AS StÉ | AS Tro | US Val |
| Olympique Alès        |         | 1:5    | 3:2    | 0:3    | 5:1    | 2:0    | 4:0     | 1:1     | 0:1    | 3:5    | 0:2    | 2:1    | 0:0     | 4:0     | 2:1    | 1:1    | 2:3    |
| AC Amiens             | 2:1     |        | 4:1    | 0:0    | 2:1    | 2:2    | 0:0     | 2:1     | 4:4    | 6:2    | 0:0    | 5:2    | 1:2     | 3:3     | 2:1    | 1:6    | 2:2    |
| US Boulogne           | 5:2     | 0:0    |        | 1:0    | 3:1    | 3:0    | 0:1     | 5:1     | 1:4    | 2:2    | 2:1    | 0:1    | 4:1     | 3:0     | 2:1    | 5:0    | 0:2    |
| SM Caen               | 1:0     | 0:0    | 3:1    |        | 3:0    | 1:2    | 1:3     | 3:1     | 5:3    | 0:2    | 0:0    | 1:0    | 1:2     | 1:1     | 1:0    | 2:0    | 1:2    |
| Racing Calais         | 2:2     | 4:1    | 0:2    | 2:3    |        | 3:1    | 1:0     | 1:0     | 1:3    | 1:6    | 2:1    | 0:1    | 3:1     | 3:2     | 2:0    | 2:0    | 2:4    |
| CA Paris              | 1:1     | 1:0    | 0:0    | 1:2    | 4:2    |        | 2:1     | 2:1     | 3:3    | 1:3    | 1:4    | 1:2    | 2:1     | 3:1     | 0:5    | 3:0    | 1:2    |
| Olympique Charleville | 0:1     | 2:0    | 1:1    | 2:1    | 3:1    | 2:2    |         | 3:1     | 2:1    | 2:0    | 2:1    | 1:3    | 1:0     | 2:0     | 2:1    | 2:1    | 1:3    |
| Olympique Dunkerque   | 2:4     | 1:1    | 0:1    | 3:1    | 4:1    | 2:0    | 0:2     |         | 2:1    | 1:3    | 4:1    | 4:2    | 3:2     | 5:3     | 3:2    | 7:2    | 2:2    |
| Le Havre AC           | 2:2     | 1:1    | 2:1    | 3:0    | 4:1    | 3:0    | 3:1     | 3:0     |        | 2:3    | 3:1    | 3:1    | 0:0     | 1:1     | 1:1    | 3:0    | 1:2    |
| Racing Lens           | 2:1     | 2:0    | 3:1    | 4:0    | 3:1    | 3:0    | 3:0     | 2:2     | 3:1    |        | 3:1    | 5:2    | 1:0     | 4:0     | 2:0    | 4:0    | 5:0    |
| SO Montpellier        | 1:2     | 0:0    | 1:2    | 1:0    | 10:0   | 0:0    | 1:0     | 0:2     | 3:2    | 0:3    |        | 5:0    | 2:0     | 3:2     | 3:4    | 2:1    | 6:3    |
| FC Nancy              | 2:0     | 5:0    | 0:2    | 2:3    | 2:0    | 0:2    | 1:2     | 0:0     | 2:2    | 3:3    | 2:2    |        | 0:1     | 2:0     | 1:5    | 1:1    | 1:1    |
| OGC Nizza             | 1:2     | 3:1    | 1:0    | 1:1    | 4:1    | 2:1    | 4:1     | 2:2     | 0:2    | 5:2    | 3:1    | 3:1    |         | 1:0     | 2:1    | 4:1    | 3:0    |
| Stade Reims           | 0:0     | 1:1    | 4:0    | 2:2    | 2:0    | 1:2    | 1:3     | 4:1     | 1:0    | 3:0    | 1:1    | 1:2    | 2:1     |         | 3:1    | 1:3    | 0:2    |
| AS Saint-Étienne      | 2:1     | 3:1    | 3:2    | 9:2    | 6:0    | 5:2    | 3:0     | 2:1     | 5:2    | 7:1    | 5:1    | 4:0    | 1:0     | 8:3     |        | 3:0    | 5:6    |
| AS Troyes-Savinienne  | 2:0     | 3:0    | 2:1    | 2:2    | 5:0    | 3:0    | 5:3     | 1:1     | 0:2    | 1:2    | 2:0    | 3:1    | 3:2     | 3:0     | 1:3    |        | 2:1    |
| US Valenciennes-Anzin | 0:0     | 1:1    | 5:1    | 3:0    | 3:3    | 2:1    | 4:2     | 4:1     | 3:2    | 0:0    | 4:3    | 2:1    | 0:0     | 1:3     | 1:1    | 4:0    |        |

## Erfolgreichste Torschützen
| Pl. | Spieler                    | Verein                | Tore |
| --- | -------------------------- | --------------------- | ---- |
| 1   | Viktor Spechtl             | Racing Lens           | 30   |
| 2   | Yvan Beck                  | AS Saint-Étienne      | 29   |
| 3   | Philip Griffiths           | Olympique Dunkerque   | 26   |
| 4   | József Ebner               | SO Montpellier        | 24   |
| 5   | Stefan („Stanis“) Dembicki | Racing Lens           | 22   |
| 6   | César Pinteau              | US Valenciennes-Anzin | 21   |
| 7   | Ernest Libérati            | US Valenciennes-Anzin | 18   |
| 8   | Émile Cabannes             | AS Saint-Étienne      | 16   |
|     | Léon Lecomte               | Le Havre AC           | 16   |
|     | Edmond Novicki             | Racing Lens           | 16   |
|     | Oldřich Pybert             | CA Paris              | 16   |
| 12  | Roger Pasquini             | AS Saint-Étienne      | 15   |
|     | Ignaz Tax                  | AS Saint-Étienne      | 15   |
|     | Woerth                     | Olympique Charleville | 15   |